# Syrsko-malankarská církev Mar Thoma
Syrsko-malankarská církev Mar Thoma je jednou z indických církví.
Vznikla roku 1889 z části členů indické pravoslavné církve vlivem převážně anglikánské misie. Církev má anglikánskou dogmatiku, ale zachovala si starobylý východní ritus. Od roku 1927 má i vlastní teologický seminář. Od r. 1974 je ve svátostném společenství (intercomunio) s anglikánskými církvemi. Má (2014) asi 700 tisíc věřících v Indii, celosvětově asi milion. Roku 2024 podepsala úmluvu o plném společenství s církvemi Utrechtské unie.